# Aurélie Muller
Pour les articles homonymes, voir Muller.
Aurélie Muller, née le 7 juin 1990 à Sarreguemines, est une nageuse française spécialiste des épreuves de nage en eau libre. Après s'être distinguée dans les championnats internationaux juniors en bassin, elle s'oriente vers l'eau libre. Elle éclate au plus haut niveau lors de la saison 2010, où elle obtient plusieurs places d'honneur aux niveaux continental et planétaire. Elle est deux fois championne du monde du dix kilomètres en eau libre, en 2015 et 2017, remportant un troisième titre mondial avec le relais lors de cette dernière édition.

## Biographie
Adepte des épreuves de fond en nage libre, Aurélie Muller commence sa carrière dans les bassins et se signale dans les catégories d'âge juniors en remportant en 2006 le titre mondial du 1 500 m nage libre à Rio de Janeiro, ainsi que le titre européen du 400 m nage libre à Palma de Majorque.
L'année suivante, convaincue par Olivier Antoine, son entraîneur du Cercle nautique de Sarreguemines où elle est licenciée, elle se lance dans les courses de nage en eau libre. Elle se distingue rapidement en décrochant le titre de championne d'Europe juniors du cinq kilomètres à Milan, une couronne conservée l'année suivante à Sète. L'année suivante, le principal rendez-vous annuel a lieu à Pékin lors des Jeux olympiques qui accueillent pour la première fois une épreuve en eau libre au sein de leur programme, celle du dix kilomètres. Aurélie Muller obtient sa qualification en terminant neuvième dans cette épreuve aux Championnats du monde se tenant à Séville en mai. Lors des compétitions olympiques, en août, elle ne se classe cependant que 21e en raison, entre autres, d'un mauvais départ. Victime d'une fringale, elle connaît une nouvelle mésaventure l'année suivante à l'occasion des Championnats du monde de Rome en terminant en 41e position alors qu'elle figurait dans le peloton de tête à mi-course,.
En juin 2010, elle est battue par Ophélie Aspord, plus jeune d'une année, lors du dix kilomètres des Championnats de France en eau libre mais obtient malgré tout sa qualification pour les rendez-vous internationaux de l'année,. Le premier d'entre eux se déroule à Roberval au Canada où sont organisés les Championnats du monde. Alignée sur cinq et dix kilomètres, la nageuse manque de peu une médaille sur l'épreuve olympique. Luttant pour la médaille de bronze avec l'Australienne Melissa Gorman, la Française est disqualifiée pour comportement antisportif durant l'emballage final. Sur cinq kilomètres, toujours à son avantage, elle termine sixième à un peu moins de deux secondes du podium.
Quelques jours plus tard, elle lutte de nouveau pour une médaille à l'occasion des Championnats d'Europe de Budapest mais échoue au pied du podium du dix kilomètres pour une seconde et un dixième. Par ailleurs vainqueur du 1 500 m nage libre lors des Championnats de France organisés en avril à Saint-Raphaël, elle est qualifiée sur cette distance et doit la nager lors des épreuves en bassins de l'Euro. Le 13 août 2010, dans la 5e série du 1 500 m nage libre, elle nage cette distance en 16 min 42 s 79, soit le 10e temps des séries cumulées, insuffisant pour lui permettre d'accéder à la finale.
En 2011, aux championnats du monde de Shanghai en Chine, elle remporte la médaille d'argent sur le cinq kilomètres dames, devenant la première Française de l'histoire à être médaillée mondiale sur cinq kilomètres, et la deuxième en eau libre (après la médaille de bronze de Célia Barrot en 2010). Après avoir échoué à obtenir sa qualification lors des championnats de France, elle ne participe pas au dix kilomètres, seule épreuve au programme des Jeux olympiques, et dont la course des mondiaux octroie une première de liste de qualifiés. Elle termine sa compétition par une quatrième place lors du 25 kilomètres, derrière la Brésilienne Ana Marcela Cunha, la Hongroise Anna Olasz et l'Allemande Angela Maurer.
Elle échoue dans sa tentative d'obtenir une place pour les Jeux olympiques 2012 de Londres en abandonnant lors de la course de qualification disputée au lac de Pierrelatte dans une eau de 16 degrés, rejoignant la rive avec une température corporelle de 32,9 degrés.
Aux mondiaux 2013 de Barcelone, elle termine neuvième du cinq kilomètres et septième du relais où elle est alignée aux côtés de Damien Cattin Vidal et Bertrand Venturi.
Lors des championnats d'Europe 2014 de Berlin, elle termine quatrième du dix kilomètres, remporté par la Néerlandaise Sharon van Rouwendaal. Elle participe également au 1 500 mètres après voir réalisé les minima lors des championnats de France où elle a terminé troisième sur cette distance. 
Aurélie Muller part ensuite s'entraîner à Victoria au Canada, sous la direction de Ron Jack. Elle rentre rapidement en France, les méthodes d'entraînements ne lui convenant pas, puis, au début de l'année 2015, elle rejoint Philippe Lucas à Narbonne. Elle remporte une étape de coupe du monde à Noumea. La même année, Aurélie Muller devient championne du monde du dix kilomètres, seule distance olympique en eau libre, lors des Mondiaux 2015 de natation, le 28 juillet à Kazan, en Russie. La Française s'impose en 1 heure 58 minutes et 3 secondes, devant Sharon van Rouwendaal et la Brésilienne Ana Marcela Cunha. Elle se qualifie ainsi pour les Jeux olympiques 2016 de Rio.
En 2016, elle devient championne d'Europe du dix kilomètres dames lors des Championnats d'Europe de nage en eau libre, le dimanche 10 juillet à Hoorn, aux Pays-Bas. Elle partage l'or continental avec l'Italienne Rachele Bruni en 2 heures 07 minutes et 1 centième de seconde. Après avoir terminé deuxième aux Jeux olympiques d'été de 2016 à l'épreuve du dix kilomètres en eau libre, elle est disqualifiée par les commissaires de course pour avoir gêné cette même Rachele Bruni sur la ligne d'arrivée, décision confirmée ensuite par le Tribunal arbitral du sport (TAS).
Elle commence sa saison à Santa Fe en Argentine lors d'un marathon aquatique, course longue de 57 kilomètres où elle termine troisième derrière les Italiennes Barbara Pozzobon et Alice Franco. Un mois plus tard, en mars, elle remporte l'étape de coupe du monde disputée à Abu Dhabi. Elle conserve son titre mondial du dix kilomètres en 2017 à Budapest en s'imposant en 2 heures 13 secondes et 70 centièmes devant l'Équatorienne Samantha Arevalo (2 h 0 min 17 s), médaille d'argent, et deux troisièmes ex aequo, l'Italienne Arianna Bridi et la Brésilienne Ana Marcela Cunha (2 h 0 min 17 s 20). Elle termine ensuite deuxième du cinq kilomètres, derrière l'Américaine Ashley Twichell. Lors de la même compétition elle remporte également la médaille d'or du relais mixte cinq kilomètres en compagnie de ses compatriotes Océane Cassignol, Logan Fontaine et Marc-Antoine Olivier. Elle termine ses mondiaux sur le 25 kilomètres où elle se termine huitième, le titre étant remporté par Ana Marcela Cunha.
Aux championnats du monde 2019, elle vise une qualification pour les Jeux olympiques,. Elle termine 11e à un dixième de la qualification mais elle dépose une réclamation contre Rachele Bruni qui, cette fois-ci, l'aurait à son tour gênée. La réclamation sera refusée par la FINA, anéantissant toute chance de participation aux Jeux de Tokyo.
Le 13 août 2020, elle fait don au Musée national du Sport de la combinaison avec laquelle elle a remporté son deuxième titre de championne du monde du 10 km en 2017 à Budapest.
Début 2021, elle rejoint le centre d'entraînement de Nice, où elle côtoie des nageurs de sprint, telle Charlotte Bonnet.
Durant les Jeux olympiques 2020 à Tokyo, elle est consultante pour France Télévisions et commente les épreuves de natation en eau libre avec Alexandre Boyon.
En février 2022, Aurélie Muller s'impose à l'Open de Martinique sur 10 km, marquant ainsi son retour en forme.
Le 22 mars 2022, la direction technique nationale annonce sa sélection pour les championnats du monde de Budapest (18 juin - 3 juillet) et les championnats d'Europe de Rome (11-21 août) sur les distances du 5 et du 10 km.

## Palmarès

### Courses en bassin
| Année | Compétition                   | Ville                      | Épreuve            | Rang           | Temps          |
| ----- | ----------------------------- | -------------------------- | ------------------ | -------------- | -------------- |
| 2006  | Championnats du monde juniors | Rio de Janeiro, Brésil     | 800 m nage libre   | 4e             | 8 min 41 s 16  |
| 2006  | Championnats du monde juniors | Rio de Janeiro, Brésil     | 1 500 m nage libre | 1re            | 16 min 35 s 32 |
| 2006  | Championnats d'Europe juniors | Palma de Majorque, Espagne | 400 m nage libre   | 1re            | 4 min 15 s 72  |
| 2006  | Championnats d'Europe juniors | Palma de Majorque, Espagne | 800 m nage libre   | 4e             | 8 min 51 s 8   |
| 2010  | Championnats d'Europe         | Budapest, Hongrie          | 1 500 m nage libre | 10e des séries | 16 min 42 s 79 |

### Nage en eau libre
| Année | Compétition           | Ville             | Épreuve | Rang  |
| ----- | --------------------- | ----------------- | ------- | ----- |
| 2008  | Championnats du monde | Séville, Espagne  | 10 km   | 9e    |
| 2008  | Jeux olympiques       | Pékin, Chine      | 10 km   | 21e   |
| 2009  | Championnats du monde | Rome, Italie      | 10 km   | 41e   |
| 2010  | Championnats du monde | Roberval, Canada  | 5 km    | 6e    |
| 2010  | Championnats du monde | Roberval, Canada  | 10 km   | Disq. |
| 2010  | Championnats d'Europe | Budapest, Hongrie | 10 km   | 4e    |
| 2011  | Championnats du monde | Shanghai, Chine   | 5 km    | 2e    |
| 2015  | Championnats du monde | Kazan, Russie     | 10 km   | 1re   |
| 2016  | Championnats d'Europe | Hoorn, Pays-Bas   | 10 km   | 1re   |
| 2016  | Jeux olympiques       | Rio, Brésil       | 10 km   | Disq. |
| 2017  | Championnats du monde | Budapest, Hongrie | 5 km    | 2e    |
| 2017  | Championnats du monde | Budapest, Hongrie | 10 km   | 1re   |
| 2017  | Championnats du monde | Budapest, Hongrie | relais  | 1re   |
| 2022  | Championnats du monde | Budapest, Hongrie | 5 km    | 2e    |
| 2022  | Championnats du monde | Budapest, Hongrie | 10 km   | 4e    |
| 2022  | Championnats d'Europe | Rome, Italie      | 5 km    |       |
| 2022  | Championnats d'Europe | Rome, Italie      | 10 km   |       |